# (10034) Birlan
(10034) Birlan (1981 YG) – planetoida z grupy pasa głównego asteroid okrążająca Słońce w ciągu 4,15 lat w średniej odległości 2,58 j.a. Odkryta 30 grudnia 1981 roku.